# Miradouro da Serreta
O Miradouro da Serreta localiza-se na freguesia do Raminho, concelho de Angra do Heroísmo, na ilha Terceira, nos Açores. 
Este miradouro está enquadrado no Biscoito da Fajã e na Mata da Serreta, integrado em plena área florestal e bastante próximo da Estalagem da Serreta. Localiza-se sobre uma corrente de lava que teve origem numa erupção do vulcão da Serra de Santa Bárbara ocorrida no ano de 1761. 
Esta erupção originou toda uma paisagem vulcânica que só muito lentamente tem sido conquistada pela vegetação. Estende-se por cerca de 100 metros ao longo do mar com altas fragas e algumas grutas. 
Devido à elevada altura a que se encontra sobre o mar oferece uma vista bastante ampla, permitindo ver grande parte da actualmente em estudo Área Protegida para a Zona SIC da Serra de Santa Bárbara e Pico Alto (TER 011), bem como da ilha de São Jorge e da Ilha graciosa, próximas.